# Будинок на вулиці Галицькій, 9 (Львів)
Будинок за адресою вулиця Галицька, 9 у Львові — багатоквартирний житловий чотириповерховий будинок з магазинним приміщенням на першому поверсі. Від 1988 року кам'яниця включена до Місцевого реєстру пам'яток під охоронним номером 875.Будинок розташований у південній забудові приринкового кварталу, обмеженого вулицями Галицькою, Староєврейською і Сербською.

## Історія
Зведено будинок 1786 року, на кошти Йосифа Трефлінського, на місці старої аварійної кам'яниці, яку він придбав у Христіяна Рехемберга. У 1879 році тодішній власник Юзеф Маньковський, добудовує четвертий поверх, за проектом архітектора Войцех Гаара. Змін будинок зазнає у 1927 та 1935, які здебільшого стосувались першого поверху.
Станом на 1910 рік у будинку проживали:
- Ернест Якубович — кравець;
- Сабіна Металь — кравчиня;
- Давід Радлєр — перукар;
- Салі Кіц — модистка;
- Юзеф Ґрондзель — кельнер;
- Владислав Роман — римар;
- Марія Романі — дружина купця, вдова.

На першому поверсі містились:
- крамниця блаватних товарів Баруха Ляйнванда;
- крамниця жіночого одягу Лайзора Похера;
- крамниця модного чоловічого одягу Макса Ґольдберґа.

Потім після Першої світової війни тут були кондитерська Рауха, за радянських часі тут були меблевий магазин, магазин одягу та ательє. Зараз тут бутик «Шапо» і взуттєва крамниця «Монарх».

## Архітектура
Чотириповерховий цегляний будинок, тинькований, зведений у стилі бароко. Фасад будинку симетричний, з розташованим по центрі порталом головного входу, який обрамлений орнаментованими пілястрами. Перший поверх відділений профільованою тягою. Фасад другого та третього поверху рустований, з виділеними по боках рустованими пілястрами. Вікна з тонким лінійним обрамленням, завершені сандриком. Четвертий поверх без архітектурних оздоблень. Завершений будинок карнизом.